# لشکر ۶ زرهی (ایالات متحده آمریکا)
لشکر ۶ زرهی (انگلیسی: 6th Armored Division) لشکر زرهی نیروی زمینی ایالات متحده آمریکا است، که در سال ۱۹۴۲ تأسیس شد و در سال ۱۹۵۶ منحل گردید.
لشکر ۶ زرهی یک لشکر زرهی ارتش ایالات متحده در طول جنگ جهانی دوم بود. این لشکر با کادری از لشکر ۲ زرهی تشکیل شد و در عملیات اورلرد، پیشرفت نیروهای متفقین از پاریس به راین، نبرد آردن و تهاجم متفقین به آلمان حضور داشت.